# Сибила Хедвига фон Саксония-Лауенбург
Сибила Хедвига фон Саксония-Лауенбург (на немски: Sibylle Hedwig von Sachsen-Lauenburg; * 30 юли 1625, Ратцебург; † 1 август 1703, Лауенбург) от род Аскани, е принцеса от Саксония-Лауенбург, по съпруг – херцогиня на Саксония-Лауенбург.

## Живот
Тя е най-малката дъщеря на херцог Август от Саксония-Лауенбург (1577 – 1656) и първата му съпруга му принцеса Елизабет София (1599 – 1627), дъщеря на херцог Йохан Адолф фон Шлезвиг-Холщайн-Готорп.
Сибила Хедвига се омъжва през 1654 г. за братовчед си принц Франц Ердман от Саксония-Лауенбург (1629 – 1666), най-възрастният син на херцог Юлий Хайнрих. Франц Ердман наследява баща си през 1665 г. като херцог на Саксония-Лауенбург, но умира след по-малко от година. Бракът е бездетен.
Сибила Хедвига е погребана в църквата „Мария Магдалена“ в Лауенбург на Елба.